# Raymond Ovinou
Raymond Ovinou (ur. 6 września 1984) – papuaski judoka. Dwukrotny olimpijczyk. Zajął siedemnaste miejsce w Londynie 2012 i 33. miejsce w Rio de Janeiro 2016. Walczył w wadze półlekkiej.
Uczestnik mistrzostw świata w 2007, 2009, 2010, 2011 i 2014. Startował w Pucharze Świata w 2009, 2010, 2012, 2014 i 2015. Brązowy medalista igrzysk Pacyfiku w 2011, a także mistrzostw Oceanii w 2012 i 2013 roku.

## Letnie Igrzyska Olimpijskie 2012
| Konkurencja | Eliminacje             | Klas. końcowa |
| Konkurencja | Przeciwnik I           | Miejsce       |
| ----------- | ---------------------- | ------------- |
| -66 kg      | Armen Nazaryan (ARM) P | 17.           |

## Letnie Igrzyska Olimpijskie 2016
| Konkurencja | Eliminacje               | Klas. końcowa |
| Konkurencja | Przeciwnik I             | Miejsce       |
| ----------- | ------------------------ | ------------- |
| -66 kg      | Antoine Bouchard (CAN) P | 33.           |